# 1990-es magyarországi önkormányzati választás
A helyhatósági választásokat a köztársasági elnök 125/1990.(VI.28) KE számú határozata alapján 1990. szeptember 30-án, illetve október 14-én tartották. Ez volt a rendszerváltás utáni önkormányzati választások történetében az egyetlen kétfordulós választás, mivel azóta az 1994. évi LXIII. törvény alapján kizárólag egyetlen fordulót rendeznek érvényességi és eredményességi küszöb nélkül. Megszűnt a politikai szervezetek kizárólagos jelöltállítási joga, ezért képviselőjelölt az lehetett, akit a választópolgárok legalább 1%-a jelöltnek ajánlott. Országszerte elindult a választásokon 8559 polgármesterjelölt, 48 939 kislistás és 12 841 egyéni választókerületi jelölt 42 párt, 647 társadalmi szervezet, 12 kisebbségi szervezet, és 447-féle koalíció támogatásával.

## Részvételi adatok
| Megyék                 | 1. forduló | 2. forduló |
| ---------------------- | ---------- | ---------- |
| Bács-Kiskun            | 38,37%     | 25,85%     |
| Baranya                | 40,10%     | 22,69%     |
| Budapest               | 37,39%     | 25,96%     |
| Békés                  | 41,02%     | 25,46%     |
| Borsod-Abaúj-Zemplén   | 41,60%     | 26,08%     |
| Csongrád               | 34,63%     | 26,73%     |
| Fejér                  | 38,92%     | 26,37%     |
| Győr-Moson-Sopron      | 46,50%     | 23,12%     |
| Hajdú-Bihar            | 35,05%     | 25,81%     |
| Heves                  | 46,22%     | 22,28%     |
| Komárom-Esztergom      | 37,25%     | 24,17%     |
| Jász-Nagykun-Szolnok   | 38,88%     | 26%        |
| Nógrád                 | 44,63%     | 30,93%     |
| Pest                   | 40,20%     | 25,26%     |
| Somogy                 | 42,61%     | 26,36%     |
| Szabolcs-Szatmár-Bereg | 41,93%     | 29,54%     |
| Tolna                  | 41,73%     | 29%        |
| Vas                    | 49,08%     | 21,40%     |
| Veszprém               | 43,15%     | 25,20%     |
| Zala                   | 43,45%     | 29,90%     |